# Hiraea cuneata
Hiraea cuneata är en tvåhjärtbladig växtart som beskrevs av August Heinrich Rudolf Grisebach. Hiraea cuneata ingår i släktet Hiraea och familjen Malpighiaceae. Inga underarter finns listade i Catalogue of Life.